# José María Morelos Buenavista

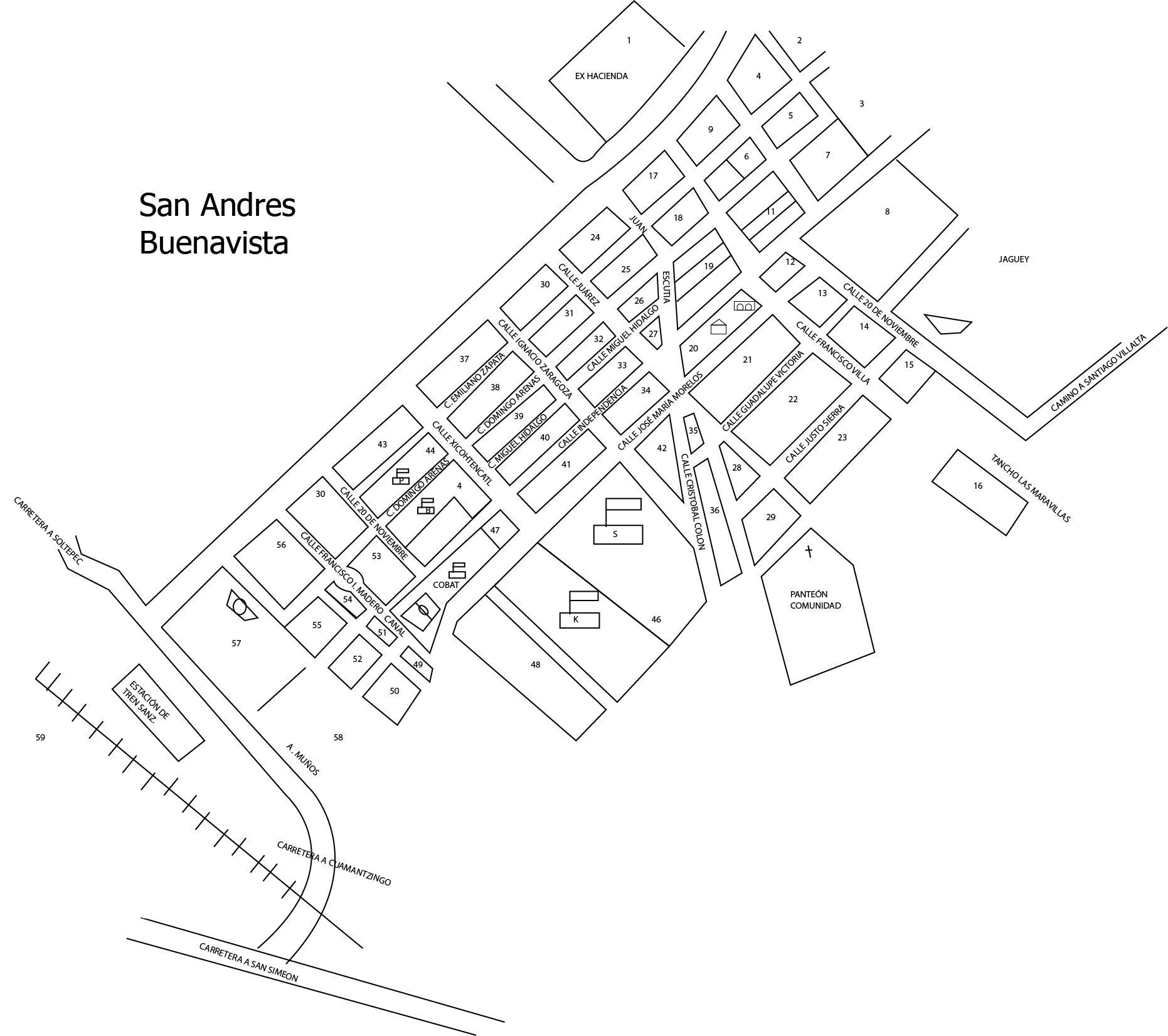
Croquis de Buenavista

José María Morelos Buenavista o simplemente llamado Buenavista, es una localidad ubicada al noroeste del Estado de Tlaxcala en la República Mexicana, localizada en el municipio de Tlaxco; según el INEGI en su censo del 2020 su población era de 1 851 habitantes. Sus actividades económicas principales son la agricultura y la ganadería, siendo la primera la de mayor importancia en la comunidad.

## Historia
Los vestigios más antiguos de actividad humana en la zona se remonta a hace siglos, la región fue un asentamiento otomí que posteriormente se integró al Imperio Tlaxcalteca.En el siglo XIX, se estableció la Hacienda de San Andrés Buenavista, con Emilio Corona reconocido por algunas fuentes como su fundador al ser el primer propietario de la hacienda. Tras la Revolución Mexicana, en 1938, el gobierno implementó políticas de reparto agrario en Tlaxcala, expropiando tierras de grandes latifundios para entregarlas a campesinos. En el distrito de Morelos, estas acciones permitieron que trabajadores agrícolas se asentaran alrededor de la exhacienda, formando una comunidad que adoptó inicialmente el nombre de San Andrés Buenavista. 
Posteriormente, en honor a José María Morelos y Pavón, destacado líder insurgente en la lucha por la independencia de México, la localidad adoptó el nombre de José María Morelos Buenavista.  En 1946, el gobierno federal autorizó una expansión territorial para el ejido, otorgando 350 hectáreas adicionales, principalmente de la exhacienda de San Lorenzo Soltepec, distribuidas en 221 hectáreas de temporal y 128 de angostadero. Estas acciones consolidaron la estructura agraria de la comunidad, fortaleciendo su economía basada en la agricultura y la ganadería.

## Descripción geográfica

### Ubicación
Está situada en el noroeste del estado de Tlaxcala, México. Pertenece al municipio de Tlaxco y se encuentra a una altitud de 2,558 metros sobre el nivel del mar. La localidad está ubicada a aproximadamente 16 kilómetros al oeste de la cabecera municipal, Tlaxco, lo que facilita su acceso a través de vías terrestres. Ubicada entre las coordenadas geográficas 19°34′ de latitud norte, y 98°16′ de longitud oeste; a una altitud promedio de 2500 metros sobre el nivel del mar. Colinda al norte con Santiago Villalta, al sur con Cuamantzinco y Muñoz de Domingo Arenas; así como al oeste con San José Tepeyahualco, además de Colonia Benito Juárez Tezoyo al este. Situada dentro de la provincia fisiográfica del Eje Neovolcánico, con un sistema de formas predominantemente de llanura. De acuerdo al Servicio Geológico Mexicano, en el área que ocupa la comunidad se encuentran dos fracturas geológicas de 27 y 68 grados, además de estas localizada en un terreno compuesto de flujo piroclástico.

### Clima
El clima en José María Morelos Buenavista es templado subhúmedo, caracterizado por temperaturas moderadas a lo largo del año. Las temperaturas medias oscilan entre los 4 °C y 17 °C, con una temperatura media anual de aproximadamente 22.9 °C. La temporada de lluvias se concentra principalmente en los meses de verano, mientras que los meses invernales pueden presentar temperaturas más bajas, especialmente durante la noche.

### Hidrografía
Forma parte de la cuenca hidrológica del río Zahuapan, uno de los más importantes del estado de Tlaxcala. El río Zahuapan nace en la sierra de Tlaxco y, tras recorrer diversas localidades, se une al río Atoyac, que sirve como límite con el estado de Puebla. 
En las proximidades de Buenavista, existen diversos arroyos y corrientes menores que contribuyen al caudal del río Zahuapan. Estos cuerpos de agua son esenciales para las actividades agrícolas de la región, proporcionando riego a los cultivos locales. Sin embargo, es importante destacar que, según el INEGI, en los últimos 25 años se ha extinguido el 80% de los 230 manantiales que existían en Tlaxcala, lo que responde principalmente a la sobreexplotación y contaminación de los cuerpos de agua.  
La presa El Muerto es la estructura hidráulica más cercana e importante para la comunidad. Ubicada a aproximadamente 1700 metros al sureste, esta presa representa un recurso hídrico vital para la región, proporcionando agua para diversos usos, incluyendo riego agrícola, abastecimiento urbano y actividades recreativas. En 2021, la presa enfrentó un período de estrés hídrico que llevó a su desecación. Sin embargo, para 2024, ha mostrado signos de recuperación, superando la media histórica de precipitaciones y revitalizando su capacidad de almacenamiento.  La segunda presa es denominada Las Cuatas por alusión a ser una presa dividida por la mitad, dando la ilusión óptica de ser dos lagunas. Pero debido a la contaminación y al crecimiento de las parcelas aledañas, más del 70% de su superficie se ha ensolvado. Dando lugar así, a la pérdida de especies endémicas de la región, un ejemplo de ello el Axolote.

### Flora y fauna

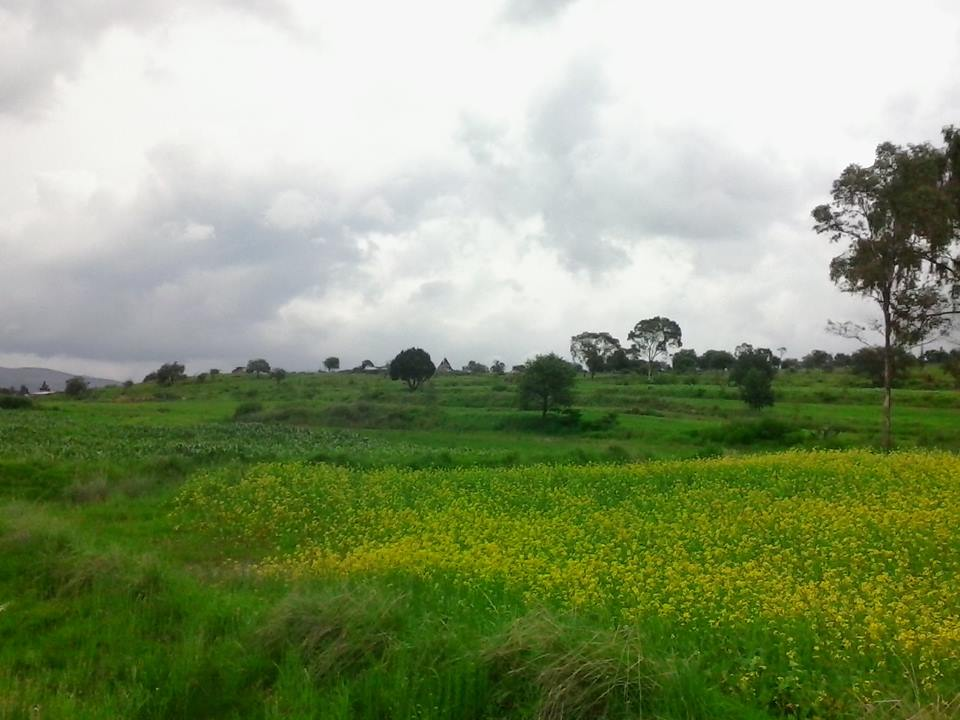
Prados de Buenavista en verano

Por su ubicación geográfica y clima, corresponde a la comunidad una vegetación de un clima subhúmedo, aunque casi la mayor parte de la extensión del pueblo se usa para la agricultura de temporal,  en las inmediaciones del cerro de Villalta es frecuente encontrar flora como ailites, madroño, encino rugoso y tepozán de cerro, además de maguey, visnaga y nopales propios de climas secos.
Todavía es común encontrar algún tipo de fauna silvestre entre los que destacan; conejo, liebre y reptiles como la víbora de cascabel, camaleón de montaña; aves como pato, gavilán y diversas especies de pájaros.

## Demografía
Según los datos del Censo de Población y Vivienda de 2020 del INEGI, cuenta con una población total de 1,851 habitantes, de los cuales 956 son mujeres y 895 son hombres. Este crecimiento poblacional ha sido gradual, ya que en 2005 la población era de 1,646 personas, alcanzando los 1,762 habitantes en 2010, lo que refleja una tendencia al aumento en las últimas décadas. En cuanto a la distribución por género, la población femenina representa el 51.6% del total, mientras que los hombres conforman el 48.4%. Este equilibrio en la distribución de género se mantiene estable a lo largo de los años. De la población mayor de 12 años, un 51.0% está ocupada laboralmente, destacando una mayor participación masculina, que alcanza el 66.7%, frente al 36.3% de participación femenina en la fuerza laboral. En cuanto a las condiciones de vivienda, cuenta con 458 viviendas particulares habitadas. En términos de servicios básicos, casi todas las viviendas (98.9%) cuentan con electricidad, el 99.3% tiene acceso a agua entubada y el 97.6% dispone de un sanitario, lo que indica un alto nivel de cobertura de servicios en la localidad.

## Economía
La economía se basa principalmente en la agricultura y la ganadería, siendo la agricultura la actividad de mayor importancia en la comunidad.Además, la comunidad ha desarrollado el turismo religioso como una fuente adicional de ingresos. La Barca de la Fe, una estructura única en forma de barco construida en 1974, se ha convertido en un atractivo turístico que impulsa la economía local. Estas actividades económicas les han permitido mantener una economía diversificada y en crecimiento, adaptándose a las necesidades y oportunidades de la comunidad.

## Educación
Cuenta con una infraestructura educativa que atiende a la población infantil y juvenil de la comunidad. La localidad alberga una escuela primaria que ofrece educación básica a los niños y niñas de la zona: una escuela primaria rural Guillermo Prieto, una secundaria Emilio Sánchez Piedras, y un Colegio de Bachilleres.La comunidad valora la educación como un pilar fundamental para el desarrollo y progreso de sus habitantes, fomentando la participación activa de padres y madres de familia en las actividades escolares y promoviendo la colaboración con las autoridades educativas para mejorar la calidad de la enseñanza.

## Cultura

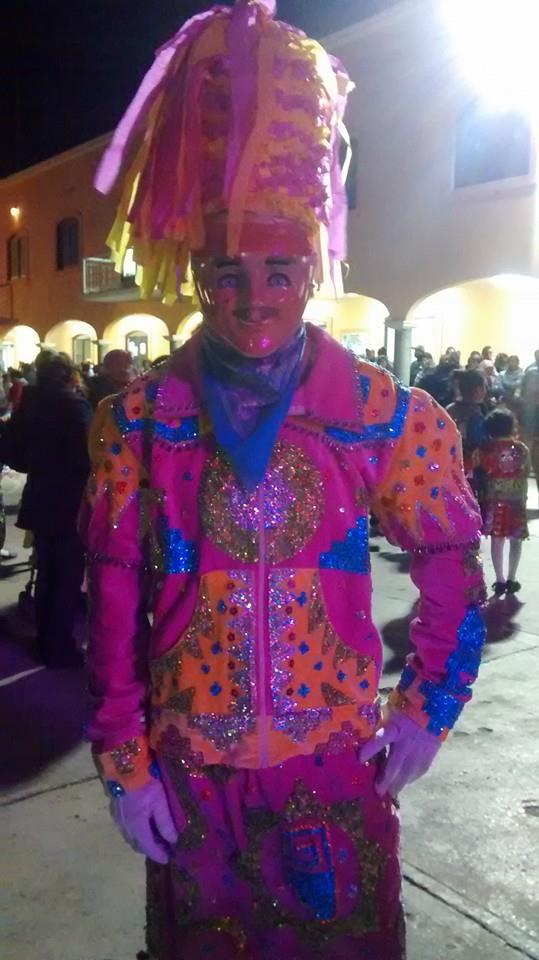
«Huehue» tradicional del Carnaval de Buenavista

La comunidad conserva y promueve diversas tradiciones culturales que reflejan su identidad y patrimonio. Una de las manifestaciones más destacadas es el Carnaval de Buenavista, una festividad única en la región que se distingue por sus tradiciones y celebraciones particulares. Durante este evento, los habitantes participan en desfiles, danzas y actividades que fortalecen el sentido de comunidad y permiten la expresión cultural de los participantes.Además, la localidad es conocida por La Barca de la Fe, una iglesia construida en forma de barco que se ha convertido en un símbolo de la comunidad. Esta estructura única atrae a visitantes y es un punto de referencia cultural en la región.En el ámbito religioso, la comunidad ha revivido la representación en vivo de la Pasión de Cristo durante la Semana Santa, después de un receso de 35 años. Esta representación teatral involucra a los habitantes en la recreación de los eventos bíblicos, fortaleciendo la identidad cultural y la cohesión social de la comunidad.Además la comunidad ha emanado dos pintores de renombre nacional e internacional: Hermenegildo Sosa y Álvaro Cortes.Además de estas festividades, José María Morelos Buenavista celebra la Fiesta de la Fraternidad de los Pueblos el 12 de octubre de cada año. Durante esta festividad, se realizan diversas actividades religiosas y culturales que atraen a residentes y visitantes, y la feria patronal en honor a San Andrés cada 30 de noviembre.

## Patrimonio cultural

### Patrimonio ferrocarrilero
En 2010 el Instituto Nacional de Antropología e Historia (INAH) decretó a la antigua estación de Sanz como patrimonio ferrocarrilero de Tlaxco.

#### Estación Sanz
La estación Sanz fue una estación ferroviaria, se edificó sobre la línea del antiguo Ferrocarril de San Nicolás a Virreyes, por medio de la concesión número 238 fechada en 20 de septiembre de 1901, tenía como ruta Los Reyes-Veracruz. La empresa organizada para explotar este ferrocarril quedó a cargo de la Compañía Limitada del Ferrocarril Oriental Mexicano. Esta línea fue la última adquirida por el Ferrocarril Interoceánico.

### Biblioteca 5084
De acuerdo con la Dirección General de Bibliotecas del país, la comunidad cuenta con una de las únicas dos bibliotecas del municipio, en donde se realizan actividades de fomento a la lectura tales como talleres de verano, círculos de lectura, así como préstamos a domicilio y sala; y posee dos colecciones literarias: una infantil y una de publicaciones periódicas.

### Ex-hacienda San Andrés Buenavista
San Andrés Buenavista es una histórica hacienda ubicada en la zona norte de la comunidad. Fundada en el siglo XVIII, esta propiedad privada, dedicada actualmente a la siembra de cebada, conserva vestigios de su pasado como productora de pulque, semillas y ganado ovino, con una extensión original de 200 hectáreas, reducida hoy a 100. Su capilla, construida en 1711 en forma de cruz, alberga la cripta del primer administrador y es centro de leyendas sobre fenómenos paranormales, como ruidos inexplicables y puertas que se mueven solas. La hacienda, cuyo nombre honra a San Andrés, está marcada por relatos que vinculan al santo con una laguna cercana, e incluye elementos arquitectónicos originales como ventanas altas de adobe y piedra, diseñadas para maximizar la luz natural y resistir inundaciones. Aunque algunas áreas, como el antiguo salón de baile, han sido reclamadas por la naturaleza, se preservan detalles como duelas de piso, lavaderos y un horno de barbacoa. La hacienda ofrece visitas guiadas y renta de espacios para eventos, manteniendo viva su historia, documentada en registros del siglo XIX hallados en su tienda de raya.

## Gobierno
Su forma de gobierno es democrática y depende del gobierno estatal y federal; se realizan elecciones cada 3 años, en donde se elige al presidente de comunidad. 